# Orono Township (Iowa)
Orono Township est un township du comté de Muscatine en Iowa, aux États-Unis,.
Le township est fondé le 8 mars 1858.

## Source de la traduction
- (en) Cet article est partiellement ou en totalité issu de l’article de Wikipédia en anglais intitulé « Orono Township, Muscatine County, Iowa » (voir la liste des auteurs).